# Kulturåret 1776

## Händelser
- 16 oktober - Olof Kexéls pjäs Sterbhus – Kammereraren Mulpus har urpremiär på Humlegårdsteater i Stockholm [1].

Okänt datum
- Carl Israel Hallmans pjäs Finkel eller det Underjordiska Bränvins-Bränneriet har urpremiär på Humlegårdsteater i Stockholm [2].
- Romeo och Julia har svensk premiär på Egges teater i Norrköping med Margareta Seuerling som Julia.
- Marie Baptiste med familj, bland annat dotter Marie Louise Marcadet, återvänder till Sverige.

## Nya verk
- Nationernas välstånd

## Födda
- 13 januari - Johan David Valerius (död 1852), ledamot av Svenska Akademien.
- 24 januari - E.T.A. Hoffmann (död 1822), tysk författare och kompositör.
- 28 februari - Friedrich Wilhelm Carl Berwald (död 1798), tysk oboist och fagottist.
- 11 juni - John Constable (död 1837), brittisk landskapsmålare.
- 1 juli - Sophie Gay (död 1852), fransk författare.
- 4 augusti - Pierre-Simon Ballanche (död 1847), fransk diktare och kontrarevolutionär filosof.
- 12 oktober – Erik Danielsson (död 1838), svensk konstnär och dalamålare.
- 15 november - Pehr Henrik Ling (död 1839), svensk gymnastikpedagog, skald och ledamot av Svenska Akademien.
- 29 december - Gustaf af Wetterstedt (död 1837), svensk utrikesstatsminister och ledamot av Svenska Akademien.
- datum okänt - Gustava Johanna Stenborg (död 1819), svensk konstnär.
- datum okänt - Amalia von Helvig (död 1831), svensk och tysk författare, översättare, brevskrivare och kulturpersonlighet.
- datum okänt - Catharina Charlotta Salswärd (död 1807), svensk konstnär.
- datum okänt - Gustava Johanna Stenborg (död 1819), svensk konstnär.

## Avlidna
- 10 mars - Jonas Granberg (född 1696), jämtsk bildhuggare.
- 22 mars - Niclas Österbom (född omkring år 1700), svensk bildhuggare, träskulptör.
- 20 maj - Abraham Magni Sahlstedt (född 1716), svensk litteraturkritiker och språkman.
- 25 augusti - David Hume (född 1711), skotsk filosof, historiker och nationalekonom.
- 29 november - Zanetta Farussi (född 1707), italiensk sångare och kompositör.